# Nepidae
Nepidae Laterille, 1802 су породица стеница (Heteroptera). Ова породица обухвата 14 родова из две подпородице.

## Опште одлике
Врсте ове породице су распротрањене широм света, а највећа разноврсност среће се у тропима. Народни назив за ову фамилију стеница је "водене шкорпије". Тело представника ове фамилије је овалног облика, браон боје и величине између 15 и 45 mm. Карактерише их напред испружена глава, овалан проторакс са предњим коксама и предњим испруженим ногама, као и респираторни сифон и присуство 2 до 26 респираторних рогова на предњем полу јаја. Сифон за дисање може бити дужи од тела. Статички органи код Nepidae-а су велики и уочљиви и налазе се близу спиракулума на вентралној страни латеротергита абдоминалних сегмената. Ови органи омогућавају да се инсект правилно орјентише у води. Предње тибије носе на себи нетипичне чулне органе, који очигледно осећају вибрације плена, иако изгледа да су и визуелни осдговори укључени у лов плена.

Већина представника породице Nepidae настањују мирне воде бара и река, могу се наћи и у малим воденим површинама које се одржавају дужи период. Лоши су пливачи и оне уствари тромо ходају по дну мирних вода или "висе" окренуте главачке на вегетацији, са респираторним сифоном избаченим на површину, а предње ноге рашире и тако чекају плен. Могу мировати сатима на биљкама у том положају.

У Србији су до сада забележене две врста из ове породице:
1. Ranatra linearis (Linnaeus 1758)[6]
2. Nepa cinerea Linnaeus 1758[7]